# Eide
Eide est une ancienne kommune de Norvège. Elle est située dans le comté de Møre og Romsdal.

## Histoire
Le 1er janvier 2020, elle a fusionné avec la commune de Fræna pour donner naissance à la commune nouvelle de Hustadvika.

## Population
En 2008, la ville comportait 3 362 habitants.